# حمد بن سحیم آل ثانی
حمد بن سحیم بن حمد بن عبدالله بن جاسم بن محمد آل ثانی (متولد ۱۹۵۸ در دوحه) وزیر سابق دولت قطر است. او پسر شیخ سحیم بن حمد آل ثانی، و پدر شیخه جواهر همسر امیر قطر تمیم بن حمد آل ثانی است. حمد بن سحیم در آکادمی نظامی سلطنتی سندهرست تحصیل کرد. وی معاون وزیر امور خارجه (۱۹۸۶–۱۹۸۹)، وزیر اطلاعات و فرهنگ (۱۹۸۹–۱۹۹۲) و سپس وزیر صحت عامه (۱۹۹۲–۱۹۹۵) قطر بود. وی در حال حاضر رئیس باشگاه ورزشی القطر است.